# Siedlung Elsengrund

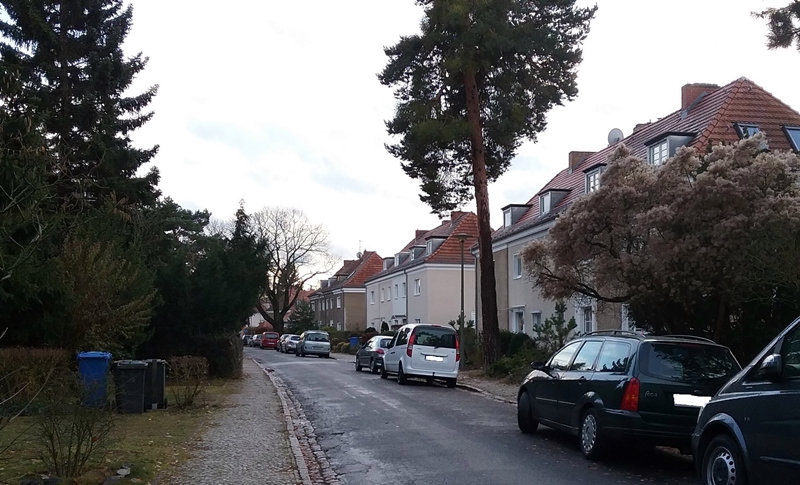
Siedlung Elsengrund

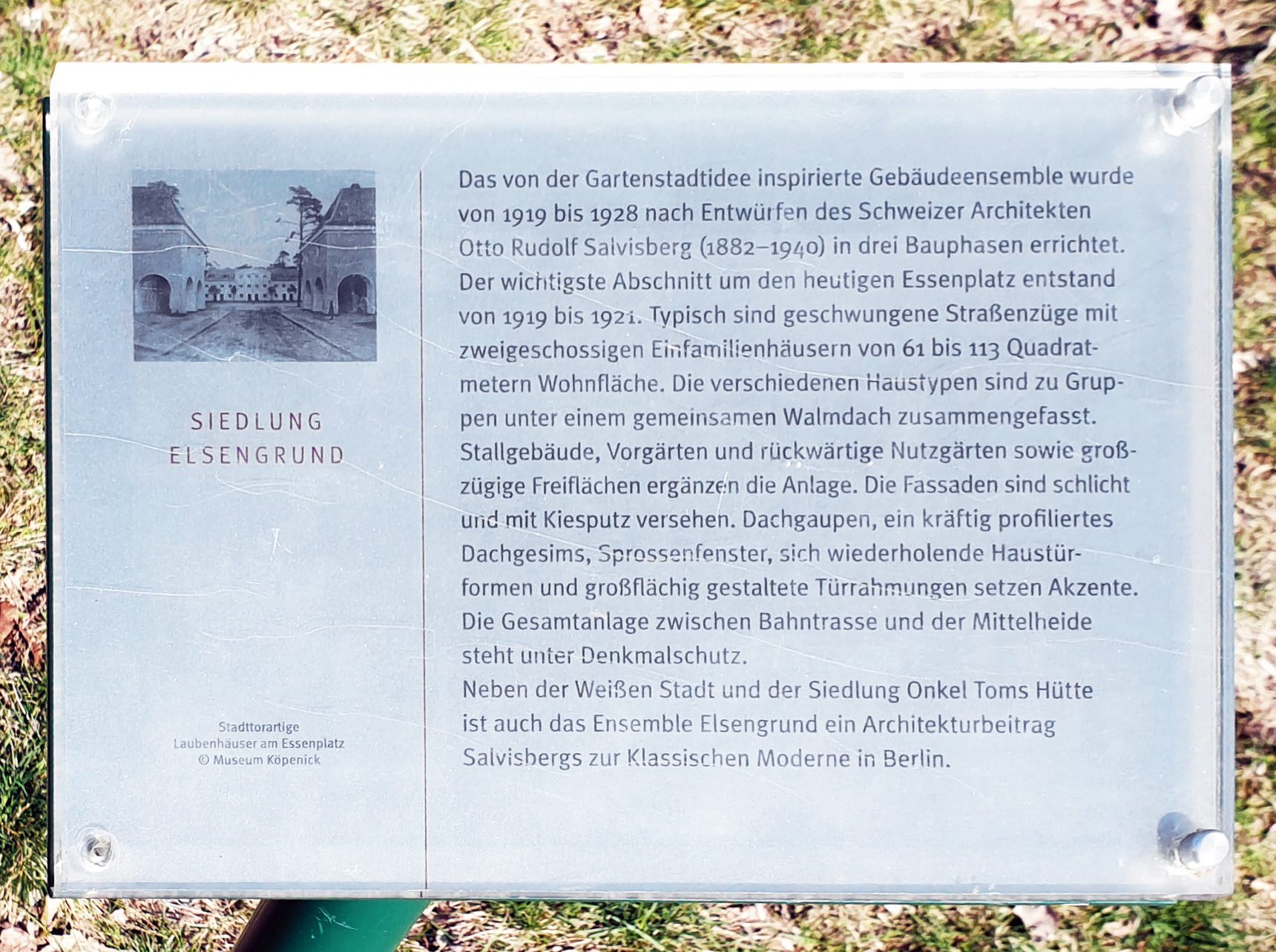
Siedlung Elsengrund

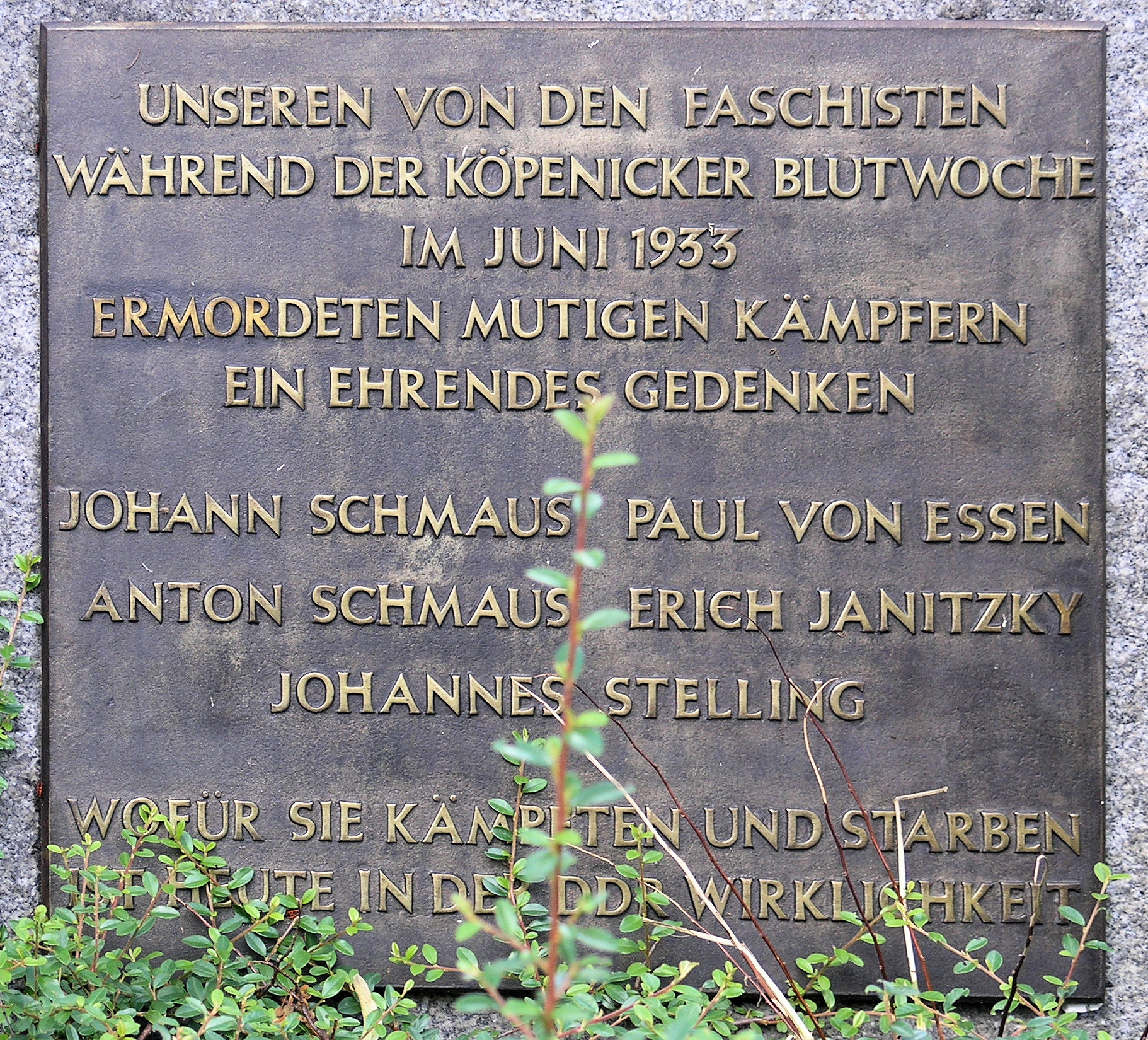
Gedenkstein am Essenplatz

Die Siedlung Elsengrund ist eine denkmalgeschützte Gartenvorstadtsiedlung im Berliner Ortsteil Köpenick des Bezirks Treptow-Köpenick. Sie ist ein Teil des Märchenviertels und liegt nordöstlich des S-Bahnhofs Köpenick.

## Geschichte
Die Siedlung Elsengrund entstand zwischen 1918 und 1925 im Zusammenwirken von Wohnungsverband und der damals eigenständigen Stadt Cöpenick. Der damalige Wohnungsverband stellte das Baugelände zu einem günstigen Preis von etwa einer Mark pro Quadratmeter zur Verfügung, um es dann an die Stadt weiter zu verkaufen. Die gemeinnützige Siedlungsgesellschaft war Bauherr und beauftragte die Berlinische Boden-Gesellschaft (BBG) mit Planung und Bauausführung. Der Architekt Otto Rudolf Salvisberg hatte den Auftrag bekommen das Gesamtkonzept der Gartenstadt zu entwickeln.
Zwischen 1919 und 1921 entstanden im ersten und zweiten Bauabschnitt die Häuser im Dreieck zwischen Essenplatz/Stellingdamm, Wolfsgartenstraße und Janitzkystraße. Die beiden letzten Bauabschnitte wurden bis 1925 im Bereich des Waldburgswegs und der Heidekrugstraße, Schmausstraße und Uhlenhorster Straße beendet. Otto Rudolf Salvisberg entwarf sechs Einfamilienhaustypen, die alle, außer mit der Ausnahme des Haustyps drei, in der Uhlenhorster Straße stehen und  zwei Stockwerke aufweisen. Die Häuser sind zwischen 61 und 116 m² groß, wurden unterkellert und sind mit einer beheizbaren Dachkammer ausgestattet. Im Erdgeschoss befinden sich die Küche und je nach Haustyp ein oder zwei Zimmer. Im ersten Stockwerk befinden sich je nach Haustyp neben dem Bad zwei oder drei Zimmer. Die Häuser sind von Walmdächern geprägt, die im Ursprungszustand eine Eindeckung mit Berliner Biberschwanz-Dachziegel besaßen. Die Häuserwände wurden in Kieselkratzputz ausgeführt, die Holzfenster und Türen wurden individuell gestaltet. Die zusätzlichen Zimmer oder Garagen wurden im Laufe der Zeit umgestaltet.
Im Juni 1933 lebten in der Siedlung Elsengrund Nationalsozialisten, 23 Gewerkschafter, KPD- und SPD-Mitglieder sowie Parteilose, darunter Erich Janitzky, Götz Kilian, Paul von Essen, Johann Schmaus und sein Sohn Anton Schmaus sowie der Reichstagsabgeordnete Johannes Stelling. Nach dem Zweiten Weltkrieg erhielten die Straßen der Siedlung Namen der Opfer der Köpenicker Blutwoche und es wurden Gedenktafeln angebracht, die an sie erinnern. Die Siedlung wurde im Jahr 1977 trotz schwieriger Versorgungssituation in der DDR mit Baumaterialien zum Denkmal erklärt, um die Gebäudeerhaltung zu sichern. Seit 1990 unterstützt der Verein Bürger für das Märchenviertel und den Elsengrund e. V. die Siedlung durch Förderung der Denkmalpflege.